# Acoelorraphe wrightii

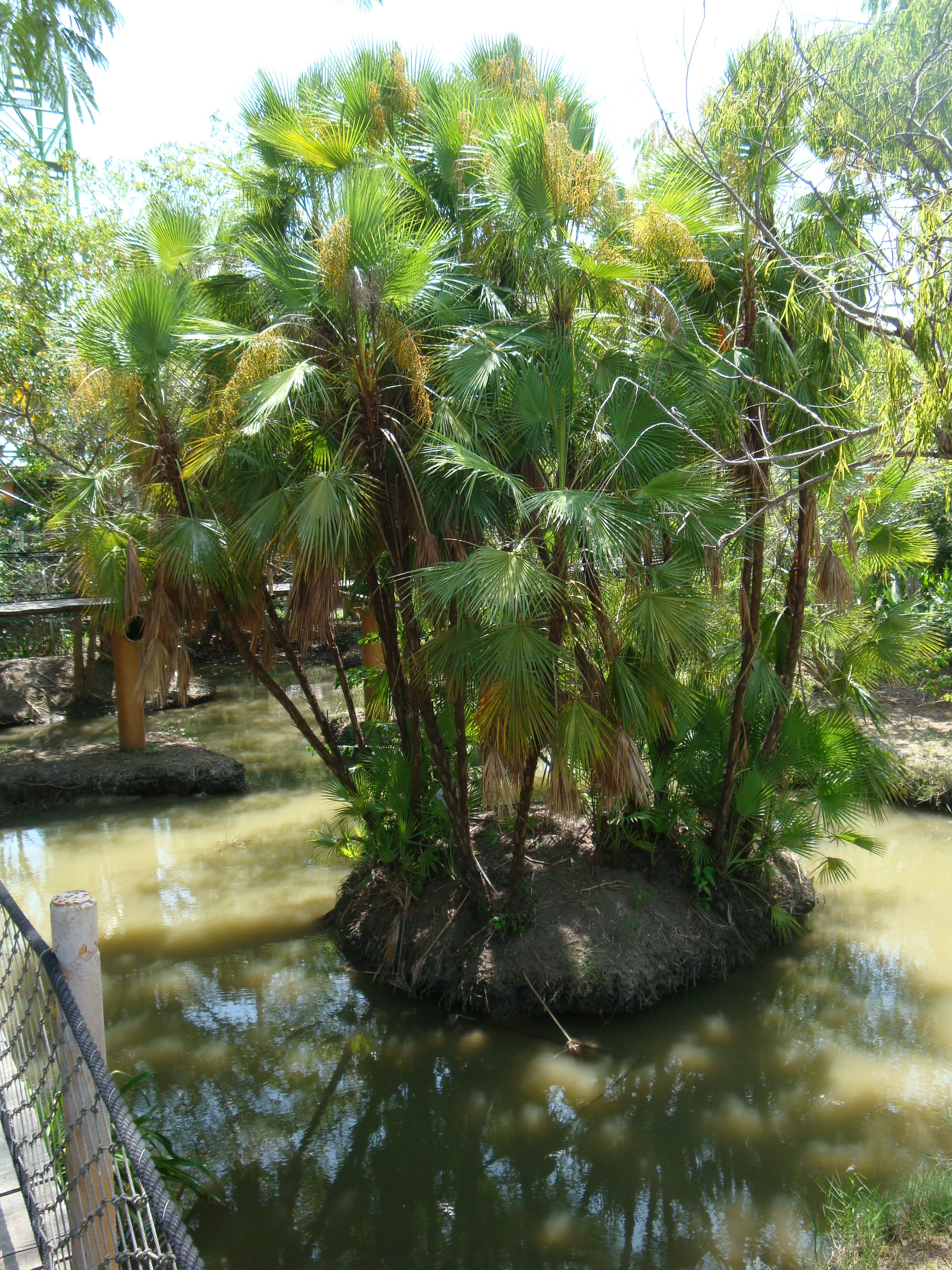
Palma de Tasiste en los Pantanos de Centla.

Acoelorrhaphe es un género monotípico de plantas de flores perteneciente a la familia Arecaceae (las palmeras), cuya única especie es: Acoelorraphe wrightii. Es nativa de América Central, sureste de México, el Caribe, las Bahamas, y el extremo sur de la Florida donde crece en los pantanos y los bosques periódicamente inundados.

## Descripción
Se trata de una pequeña palmera que crece en grupos con hasta 5-7 metros de altura, rara vez 9 m  de altura, con tallos delgados de menos de 15 centímetros de diámetro. Las hojas son palmeadas (con forma de abanico), con los segmentos unidos entre sí alrededor de la mitad de su longitud, y son de 1-2 m de ancho, de color verde claro por el haz y por el envés plateado. El pecíolo es 1-1,2 m  de largo, de color naranja, con dientes curvos y afilados en los bordes.  Las flores son diminutas, discretas y verdosas, con 6 estambres. El tronco está cubierto con esteras fibrosas. El fruto es del tamaño de un guisante, de color naranja y que torna a color negro en la madurez.

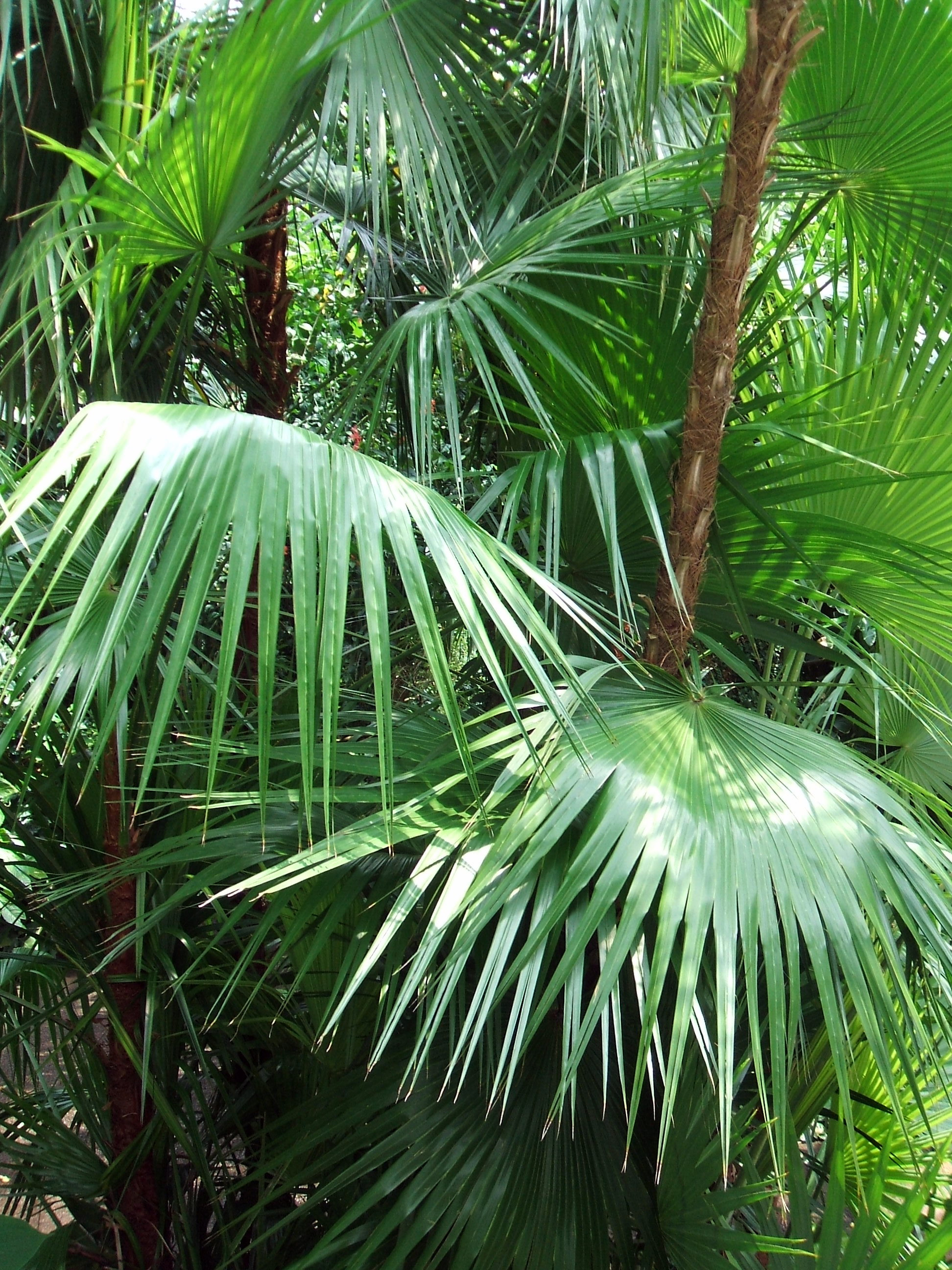
Vista de la planta

## Cultivo y usos
La palma Paurotis antes era abundante en la Florida, pero muchas plantas se tomaron para el comercio de los viveros. La palma está ahora protegida en la naturaleza por la ley de la Florida.  Los árboles son reproducidos a partir de semillas, por aserrado o por la separación de la base de un grupo, se encuentran disponibles en los viveros.  Es resistente en la mayor parte de la península de la Florida, y tolerante a la sal.

## Taxonomía
Acoelorraphe wrightii fue descrita por Hermann Wendland y publicado en Webbia 2: 109, en el año 1908.
Etimología
El nombre del género se cita a menudo como Acoelorraphe, un error gramatical que debe corregirse en virtud de las disposiciones de la ICBN. El nombre del género es una combinación de tres palabras griegas, es decir, a = 'sin', koilos = 'huecos', y  rhaphis = 'aguja', una alusión a la forma de la fruta.  
wrightii: epíteto otorgado en honor del botánico americano Charles Henry Wright.
Sinonimia
- Copernicia wrightii Griseb. & H.Wendl. (1866).
- Paurotis wrightii (Griseb. & H.Wendl.) Britton in N.L.Britton & Shafer (1908)
- Serenoa arborescens Sarg. (1899)
- Paurotis androsana O.F.Cook (1902)
- Paurotis arborescens (Sarg.) O.F.Cook (1902)
- Acoelorraphe arborescens (Sarg.) Becc. (1908)
- Acanthosabal caespitosa Prosch. (1925)
- Brahea psilocalyx Burret (1934)
- Acoelorrhaphe pinetorum Bartlett (1935)
- Paurotis schippii Burret (1935)
- Paurotis psilocalyx (Burret) Lundell (1961).[8][9]